# ヒュー・パーシー (第2代ノーサンバーランド公爵)
第2代ノーサンバランド公爵ヒュー・パーシー（英: Hugh Percy, 2nd Duke of Northumberland, KG, FRS, FSA、1742年8月14日 - 1817年7月10日）は、イギリスの陸軍軍人、政治家、貴族。
アメリカ独立戦争においてイギリス軍の指揮官の一人だった。とりわけレキシントン・コンコードの戦いで包囲された英軍の応援に駆け付けて撤収を助けたことで知られる。最終階級は大将(General)。
生誕時の姓はスミソンだったが、1750年に父とともにパーシーに改姓している。父がノーサンバーランド伯爵位を継承した1750年から1766年まではワークワース男爵(Baron Warkworth)、父がノーサンバーランド公に叙された1766年から爵位を継承する1786年まではパーシー伯爵(Earl Percy)の儀礼称号で称されていた。

## 経歴

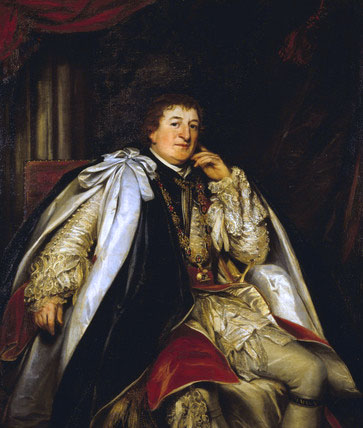
1800年のノーサンバーランド公(トマス・フィリップス画)

1742年8月14日、後に初代ノーサンバーランド公爵ヒュー・パーシーとなる第4代準男爵ヒュー・スミソンとその妻エリザベス(第7代サマセット公爵アルジャーノン・シーモアの娘)の間の長男として生まれる。
生誕時はスミソン姓だったが、1750年4月12日の議会法により父とともにパーシー姓に改姓した。イートン・カレッジで学ぶ。
1759年5月に第24歩兵連隊に少尉として入隊。同年8月に第85歩兵連隊に転属となり、大尉に昇進した。同年、フェルディナント・フォン・ブラウンシュヴァイク＝ウォルフェンビュッテル公爵の指揮下で七年戦争に従軍し、ベルゲンの戦いやミンデンの戦いに参加した。
1762年に大尉として、第11歩兵連隊やグレナディアガーズの副連隊長(Lt.-Colonel Commandant)を務めた。
1763年3月15日にはウェストミンスター選挙区から選出されてトーリー党の庶民院議員となる。
1764年10月には国王ジョージ3世の副官(aide-de-camp)となる。1768年11月には第5歩兵連隊の連隊長(colonel)となる。
ジョージ3世のアメリカ植民地に対する見解には賛成していなかったが、1774年春にはアメリカ・ボストンに派遣され、トマス・ゲイジ大将の司令部に勤務した。アメリカ独立戦争の勃発となった1775年4月19日のレキシントン・コンコードの戦いでは旅団を率いてボストンから出陣し、コンコードの武器庫でマサチューセッツ植民地軍に包囲されていたイギリス軍のボストンへの撤退を助けたが、植民地軍の追撃にさらされて大きな損害を被った。しかし撤退成功を評価され、1775年7月11日にはアメリカにおける少将、9月20日には陸軍における少将に昇進した。1776年3月には2400人の部隊の指揮権を与えられ、ドーチェスター高地要塞に攻撃をしかけるはずだったが、この攻撃は中止され、結局イギリス軍はボストンを放棄した。1776年3月26日にアメリカにおける中将、同年8月29日に陸軍における中将に昇進した。同年11月16日にはワシントン砦の戦いに参加し、最初に敵陣地に突入した。しかし翌1777年にはウィリアム・ハウとの対立が増えたため、帰国を希望するようになり、解任された。
彼はアメリカにいた頃の1776年12月5日に死去した母エリザベスからパーシー男爵(Baron Percy)を継承していた。この爵位は祖父7代サマセット公が叙されたものだが議会招集令状によるグレートブリテン貴族爵位であるため、男子なき場合に姉妹間に優劣のない女系継承が可能であり、そのためサマセット公の死後に母エリザベスが継承していた。この爵位を継承したことで庶民院議員から貴族院議員に転じた。
1784年11月に近衛擲弾兵連隊第2騎兵大隊の指揮官となり、1788年6月にライフガーズに移るまで務めた。1786年6月6日の父の死によりノーサンバーランド公爵位を継承し、またノーサンバーランド統監とノーサンバーランド副提督に就任した。
1787年にはロンドン考古学協会フェロー(FSA)となる。1788年4月にはガーター勲章を受勲。同年王立協会フェロー(FRS)となる。1793年10月12日に大将に昇進。1798年にはパーシー・ヨーマンリー連隊の指揮を執った。1806年12月30日には王立近衛騎兵連隊の連隊長に就任し、6年間在職した。
政界では首相小ピットの支持者だったが、アメリカ独立戦争従軍の報奨がないことに不満を抱いて後に離反し、反小ピット派の皇太子ジョージ(後のジョージ4世)と近しい関係になった。そのため政府の役職にはつかなかったが、野党ホイッグ党のフォックスにも接近しなかった。1803年のフランスとの戦争再開に反対した。
1817年7月10日に死去した

## 栄典

### 爵位・準男爵位
1776年12月5日の母エリザベス・パーシーの死により以下の爵位を継承。
- 第3代パーシー男爵（英語版） (3rd Baron Percy)
(1723年1月21日の議会招集令状（英語版）によるグレートブリテン貴族爵位)

1786年6月6日の父ヒュー・パーシーの死により以下の爵位・準男爵位を継承
- 第2代ノーサンバーランド公爵 (2nd Duke of Northumberland)
(1766年10月22日の勅許状によるグレートブリテン貴族爵位)
- 第3代ノーサンバーランド伯爵 (3rd Earl of Northumberland)
(1749年10月2日の勅許状によるグレートブリテン貴族爵位)
- 第2代パーシー伯爵 (2nd Earl Percy)
(1766年10月22日の勅許状によるグレートブリテン貴族爵位)
- ノーサンバーランド州におけるワークワース城の第3代ワークワース男爵 (3rd Baron Warkworth, of Warkworth Castle in the County of Northumberland)
(1749年10月2日の勅許状によるグレートブリテン貴族爵位)
- (ヨーク州におけるスタンウィックの)第5代準男爵（英語版） (5th Baronet, "of Stanwick in the County of York")
(1660年8月2日の勅許状によるイングランド準男爵位)

### 勲章
- 1788年4月9日、ガーター騎士団(勲章)ナイト(KG)[1]

## 家族
1764年7月2日に首相を務めた第3代ビュート伯爵ジョン・ステュアートの娘アン・ステュアートと最初の結婚をしたが、子供のないまま、1779年3月16日に離婚した。
1779年5月25日にフランシス・ジュリア・バレル(Frances Julia Burrell)と再婚。彼女との間に以下の3男2女を儲けた
- 第1子(長男)ヒュー・パーシー (1785-1847) - 第3代ノーサンバーランド公爵位を継承
- 第2子(次男)ヘンリー・パーシー (1787-1794)
- 第3子(長女)エミリー・フランシス・パーシー (1789-1844) - 初代グレンライオン男爵ジェイムズ・マレーと結婚
- 第4子(次女)アグネス・パーシー (1791-1856) - 陸軍軍人フレデリック・ブラー少将と結婚
- 第5子(三男)アルジャーノン・パーシー (1797-1865) - 第4代ノーサンバーランド公爵位を継承